# Phú Điền, Tháp Mười
Phú Điền là một xã thuộc huyện Tháp Mười, tỉnh Đồng Tháp, Việt Nam.

## Địa lý
Xã Phú Điền nằm ở phía nam huyện Tháp Mười, có vị trí địa lý:
- Phía đông nam giáp tỉnh Tiền Giang
- Phía tây nam giáp xã Mỹ Đông và xã Thanh Mỹ
- Phía đông bắc giáp xã Đốc Binh Kiều.

Xã có diện tích 47,34 km², dân số năm 1999 là 11.930 người, mật độ dân số đạt 252 người/km².

## Lịch sử
Quyết định số 36-HĐBT ngày 06 tháng 03 năm 1984 của Hội đồng Bộ trưởng, giải thể 4 xã Mỹ Hoà, Đốc Binh Kiều, Mỹ An, Thanh Mỹ để thành lập 6 xã và một thị trấn mới là xã Mỹ Hoà, Tân Kiều, Đốc Binh Kiều, Phú Điền, Thanh Mỹ, Mỹ An và thị trấn Mỹ An.

## Ảnh

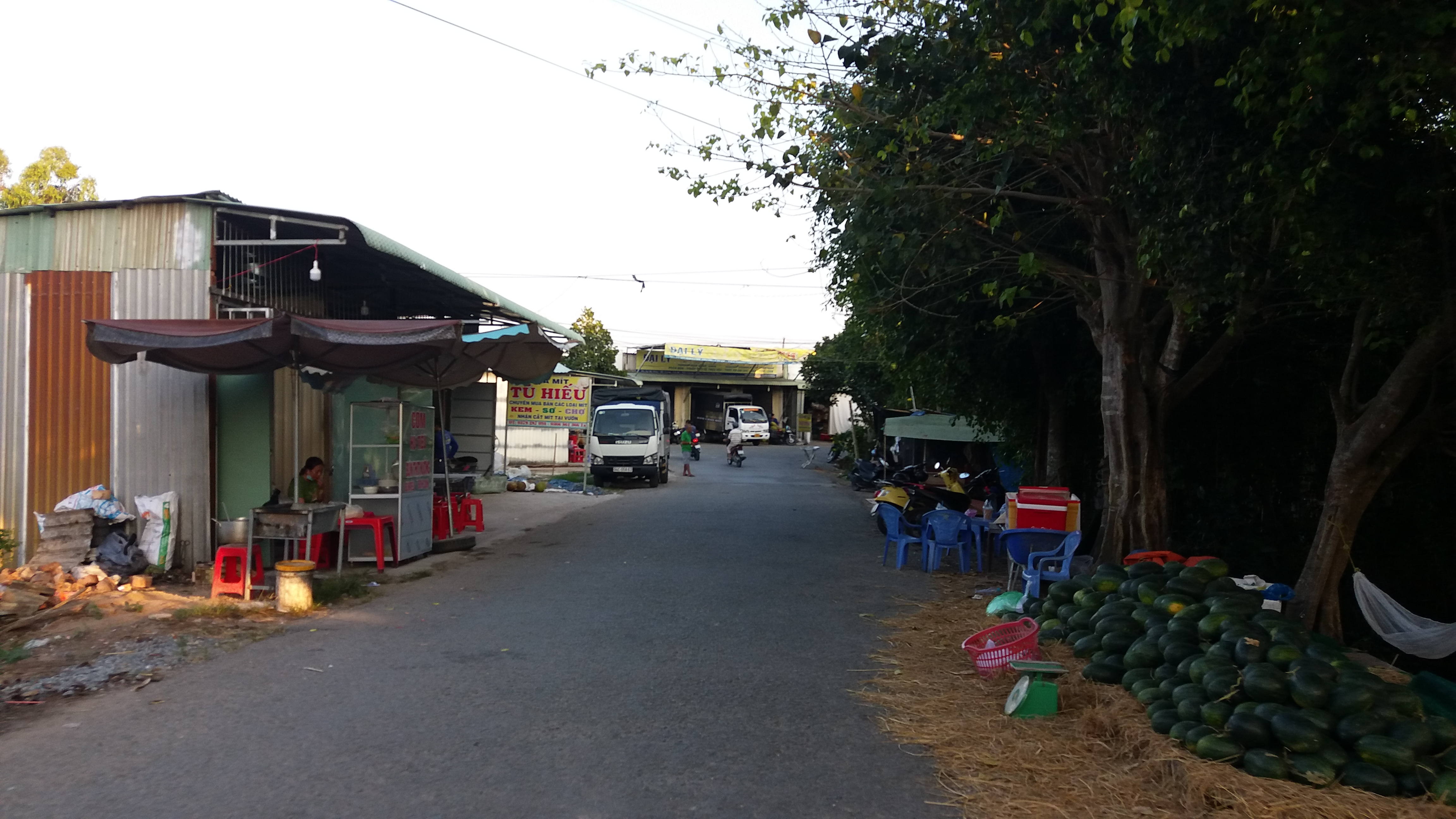
Khu vực chợ xã Phú Điền.